# Phacus
Phacus is een geslacht van eencelligen uit de familie van de Phacaceae.

## Soorten
- Phacus acuminatus Stokes, 1885
- Phacus acutus Pochmann, 1941
- Phacus aenigmaticus Drezepolski, 1922
- Phacus alatus G.A. Klebs, 1886
- Phacus anomalus F.E. Fritsch & M.F. Rich, 1929
- Phacus applanatus Pochmann, 1942
- Phacus caudatus Hubner, 1886
- Phacus circulatus Pochmann, 1942
- Phacus circumflexus Pochmann, 1941
- Phacus corculeum Pochmann, 1942
- Phacus curvicauda Svirenko, 1915
- Phacus elegans Pochmann, 1942
- Phacus granum Drezepolski, 1925
- Phacus helikoides Pochmann, 1942
- Phacus hispidulus Lemmermann, 1910
- Phacus inconspicuus Mereschkowski, 1877
- Phacus longicauda Dujardin, 1841
- Phacus mirabilis Pochmann, 1942
- Phacus nordstedtii Lemmermann, 1904
- Phacus orbicularis Pochmann, 1942
- Phacus oscillans G.A. Klebs, 1883
- Phacus parvulus G.A. Klebs, 1883
- Phacus pleuronectes Dujardin, 1841
- Phacus pseudonordstedtii Mereschkowski, 1877
- Phacus pusillus Lemmermann, 1910
- Phacus pyrum F. Stein, 1878
- Phacus skujae Skvortsov, 1928
- Phacus spiralis Allegre & T.L. Jahn, 1943
- Phacus stokesii Lemmermann, 1901
- Phacus striatus Nudelman & Triemer, 2006
- Phacus tortus Skvortsov, 1928
- Phacus triqueter Dujardin, 1841
- Phacus undulatus Pochmann, 1942